# Pyrrhulina obermulleri
Pyrrhulina obermulleri är en fiskart som beskrevs av Myers 1926. Pyrrhulina obermulleri ingår i släktet Pyrrhulina och familjen Lebiasinidae. Inga underarter finns listade i Catalogue of Life.